# Natur och Kultur
A Natur och Kultur - LITERALMENTE Natureza e Cultura – é uma editora sueca, com sede em Estocolmo, que publica manuais escolares e literatura em geral.

Tem como lema orientador ”através de apoio, inspiração e educação, trabalhar em prol da tolerância, humanismo e democracia”.